# Bill May
Bill May, né le 17 janvier 1979, est un nageur de natation synchronisée américain. Il participe aux compétitions internationales dans les deux seules épreuves ouvertes aux hommes depuis 2015 : les duo mixtes libre et technique.

## Biographie
Bill May commence la natation synchronisée à 10 ans, avec sa sœur. Il rejoint successivement plusieurs équipes : les Syracuse Synchro Cats et les Oswego Lakettes à New York, puis les Santa Clara Aquamaids en Californie. À la fin des années 1990, il obtient ponctuellement de la FINA l’autorisation de participer à des compétitions dans les épreuves en duo ; cependant, il n’est pas autorisé à concourir aux Jeux olympiques d’Athènes en 2004, en partie à cause du manque de soutien de sa fédération. May rejoint alors la troupe de spectacle aquatique du Cirque du Soleil et se produit à Las Vegas.
En 2014, la FINA annonce la création de deux épreuves mixtes, les duo libre et technique, aux championnats du monde 2015 à Kazan. May y participe et décroche l’or avec Christina Jones sur l’épreuve technique, et l’argent avec Kristina Lum Underwood sur l’épreuve libre.
À partir de 2016, il nage avec Kanako Spendlove, également artiste pour le Cirque du Soleil. Tous deux remportent l’or aux championnats pan-américains en 2016, puis deux médailles de bronze aux championnats du monde en 2017.
Malgré l'autorisation des hommes pour concourir en natation artistique lors des compétitions des JO,  Bill May n'est pas sélectionné au sein de l'équipe américaine de natation artistique pour les Jeux olympiques de Paris 2024.

## Palmarès

### Championnats du monde
- World Aquatics Artistic Swimming World Cup 2024

 Médaille de bronze équipe acrobatique 
- World Series FINA 2017

 Médaille d'or du duo technique libre
- World Series FINA 2015

 Médaille d'or du duo technique
 Médaille d'argent du duo libre

## Distinctions
- 1998 et 1990 : Athlète américain de natation synchronisée de l’année[2]
- 2012 : U.S. Synchronized Swimming Hall of Fame[6]